# Théâtre Royal de Montréal
Le Théâtre Royal de Montréal, inauguré en 1825, fut la première salle exclusivement consacrée au théâtre et aux arts de la scène au Canada. Il s'agit en fait d'un nom qui fut porté successivement par quatre compagnies, situées dans quatre édifices différents : Royal-Molson (1825-1844), Royal-Olympic (1844-1847), Royal-Hays (1847-1852) et Royal-Côté (1852-1913).
La grande majorité des spectacles présentés était en anglais.

## Théâtre Royal ou Royal-Molson (1825-1844)
L'édifice original était situé sur la rue Saint-Paul, là où se trouve aujourd'hui le Marché Bonsecours. Sa construction fut financée par le marchand John Molson, d'où le surnom donné au théâtre. La salle pouvait accueillir un millier de spectateurs et la compagnie théâtrale comptait une cinquantaine d'employés. Malgré un certain succès lors de la saison inaugurale, l'entreprise ne parvint pas à assurer sa rentabilité et la compagnie dut cesser ses activités en 1826. La salle devint le lieu privilégié pour accueillir les compagnies théâtrales étrangères qui passaient par Montréal. Le bâtiment fut démoli après la vente du terrain par le fils de John Molson en 1844.

## Théâtre Royal-Olympic (1844-1847)
Cette salle était située place Jacques-Cartier, près de la rue Notre-Dame.

## Théâtre Royal ou Royal-Hays (1847-1852)
Fondé par Moses Judah Hays (en) en 1847, il était situé dans le square Dalhousie. Il fut détruit lors du grand incendie de 1852.

## Théâtre Royal ou Royal-Côté (1852-1913)
Conçu par l'architecte John Wells, l'édifice, situé sur la rue Côté, pouvait accueillir 1500 spectateurs. Le théâtre, propriété de Jesse Joseph, vit sa direction confiée à John Buckland, un homme d'affaires d'origine britannique sans formation dans le domaine, à la suite de démêlés financiers. Avec l'aide de son épouse, l'actrice d'origine américaine Kate Horn Buckland, il parvint à assurer le succès de l'entreprise. Celle-ci succéda à son mari lorsque celui mourut en 1872; elle s'associa alors à Ben De Bar, un gérant originaire de la Nouvelle-Orléans. Kate Buckland pris sa retraite du monde du théâtre en 1875. Avec l'arrivée de concurrents toujours plus nombreux et plus populaires, l'étoile du Théâtre Royal pâlit et les spectateurs se firent plus rares, malgré la diminution du prix d'entrée. Avec les années, il acquit mauvaise réputation et sa programmation se limita de plus en plus au vaudeville et au burlesque. Malgré cette spécialisation d'un goût douteux, le théâtre ferma définitivement ses portes en 1913. L'édifice fut démoli en 1922.